# Roger
Mansnamnet Roger är ett engelskt namn som dök upp i Sverige i slutet av 1700-talet. I Sverige fanns tidigare ett motsvarande namn Rogher. Namnet är sammansatt av ord som betyder ära och spjut. Namnet är besläktat med den tyska varianten Rutger.
Roger var ett modenamn från 1940-talet ända in på 1970-talet men är numera på väg nedför popularitetslistan. De senaste åren har drygt 100 pojkar fått Roger som förnamn varje år men bara en handfull av dem får det som tilltalsnamn. Den 31 december 2009 fanns totalt 38 904 personer i Sverige med namnet Roger, varav 19 585 med det som tilltalsnamn/förstanamn. År 2003 fick 133 pojkar namnet, varav 5 fick det som tilltalsnamn.
Namnsdag i Sverige: 2 juni, (1986-1992: 4 januari). I den finlandssvenska namnsdagslängden har Roger namnsdag 30 september sedan 1973.

## Personer med förnamnet Roger
- Roger II av Sicilien, kung av Sicilien
- Roger Ailes, amerikansk TV-chef och mediekonsult
- Roger Bandick, svensk docent i makroekonomi
- Roger Berry, brittisk politiker
- Roger Broo, finlandssvensk kansliråd
- Roger "Ragge" Carlsson, svensk handbollsspelare och handbollsledare
- Roger B. Chaffee, amerikansk astronaut
- Roger Cicero, tysk jazzmusiker
- Roger Clemens, amerikansk basebollspelare
- Roger Daltrey, brittisk rocksångare
- Roger Federer, schweizisk tennisspelare
- Roger Hansson, ishockeyspelare, OS-guld 1994
- Roger Jansson, åländsk politiker
- Roger Johansson, ishockeyspelare, OS-guld 1994
- Roger Jönsson, svensk revyartist
- Roger Kingdom, amerikansk friidrottare
- Roger D. Kornberg, amerikansk biokemist, mottagare av Nobelpriset i kemi 2006
- Roger Ljung, svensk fotbollsspelare, VM-brons 1994
- Roger Martin du Gard, fransk författare, nobelpristagare 1937
- Roger McGuinn, amerikansk gitarrist och sångare
- Roger Melin, svensk ishockeyspelare och tränare
- Roger Milla, kamerunsk fotbollsspelare
- Roger Moore, brittisk skådespelare, regissör och filmproducent
- Roger Nordin, svensk programledare i radio och tv
- Roger Nordlund, åländsk politiker
- Roger Pontare, svensk sångare
- Roger Rönnberg, svensk ishockeytränare
- Roger Schaeder, svensk förläggare av tecknade serier
- Roger Schutz, "Frère Roger", grundläggare av den ekumeniska Kommuniteten i Taizé
- Roger Storm, svensk skådespelare
- Roger Tallroth, svensk spelman
- Roger Tallroth (brottare), svensk brottare, OS-silver 1984
- Roger Taylor, brittisk trumslagare
- Roger Troutman, amerikansk funkmusiker och sångare
- Roger Waters, brittisk basist, sångare och låtskrivare
- Roger Zapfe, svensk tv-personlighet
- Roger Zelazny, amerikansk fantasyförfattare

### Fiktiva personer med förnamnet Roger
- Roger, tillsammans med Roy innehavare av Macken i TV-serien med samma namn.
- Roger Bernhausen de Sars, baron och kammarherre i Hjalmar Bergmans roman Hans nåds testamente från 1910. Boken dramatiserades 1930.[4]

### Andra betydelser
- Ordet Roger används inom flygning i betydelsen "uppfattat senaste meddelande". Det kommer från det äldre militära bokstaveringsalfabetet, där Roger står för bokstaven R.